# Sunday Service Choir
Sunday Service Choir (с англ. — «хор воскресной службы») — американская госпел-группа во главе Канье Уэста и Джейсоном Уайтом. Дебютный альбом Jesus is Born был выпущен ровно спустя три месяца после выхода Jesus is King в 2019 году

## История
В сентябре 2018 года Уэст объявил, что его девятый студийный альбом Yandhi выйдет в конце месяца. Позже он перенес дату на ноябрь 2018 года, чтобы записаться в Уганде . Альбом был отложен во второй раз в ноябре без установленной даты релиза. В первое воскресенье 2019 года Уэст начал первую репетицию «Sunday Service», где он исполнил госпел-версии своей дискографии.Во время репетиций Sunday Service было исполнено несколько песен из Yandhi
12 января 2019 года стало известно, что Уэста заменила Ариана Гранде в качестве хедлайнера фестиваля Coachella. Позже Уэст отказался от выступления на фестивале. Причиной этому стал тот факт, что для выступления не смогли построить гигантский купол.Однако 31 марта того же года Уэст объявил, что он выступит на Coachella с пасхальным сетом со своей госпел-группой — Sunday Service Choir.21 апреля 2019 года состоялось первое публичное выступление группы.5 октября 2019 года он провел концерт с Sunday Service Choir в The Gateway в Солт-Лейк-Сити, штат Юта
Уэст сотрудничал с пастором Джоэлом Остином, который организовал концерт первому в церкви Лейквуд в Хьюстоне 17 ноября 2019 года. Хотя билеты на мероприятие были бесплатными, те, у кого они были, начали продавать их онлайн по цене до 500 долларов.21 ноября 2019 года Sunday Service объявили, что они примут участие в молодежной конференции Strength to Stand, которая пройдет в LeConte Center в Пиджен-Фордж, штат Теннесси, с 18 по 20 января 2020 года. Выступление Уэста было добавлено после того, как выступление комика Джона Криста было отменено из-за подозрений Криста в сексуальных домогательствах
25 декабря 2019 года Sunday Service выпустила дебютный альбом Jesus is Born. Ровно год спустя Sunday Service выпустили мини-альбом Emmanuel, включающий 5 новых треков, полностью написанных и спродюсированных Уэстом на латыни
Группа вернулась в 2024 году с синглом, записанный совместно с репером и актёром Уиллом Смитом и несущим название You Can Make It. Это была первая новая песня Смита за почти два десятилетия. Позже,25 октяьря 2024 года, они выпустят новый альбом Go Tell It на пятилетие выхода альбома Jesus is King
В 2025 году Уэст изменил логотип группы на знак СС

## Дискография

### Студийные альбомы
| Название      | Информация об альбоме                                                                               | Позиция в чартах | Позиция в чартах |
| Название      | Информация об альбоме                                                                               | US               | US Gospel        |
| ------------- | --------------------------------------------------------------------------------------------------- | ---------------- | ---------------- |
| Jesus Is Born | - Дата выхода: 25 декабря 2019 года - Лейбл: - - Формат: Потоковое мультимедиа, цифровое скачавание | 73               | 2                |
| Go Tell It    | - Дата выхода: 25 октября 2024 - Label: Platoon - Format: Streaming audio                           | —                | —                |

### EP
| Название        | Информация об альбоме                                                                                                  |
| --------------- | --- |
| Emmanuel        | - Дата выхода: 25 декабря 2020 года - Лейбл: - - Формат: Формат: Потоковое мультимедиа, цифровое скачавание            |
| My Lord Is Here | - Дата выхода: 20 апреля 2023 года - Лейбл: Rave In The Wasteland - Формат: Потоковое мультимедиа, цифровое скачавание |
| God Is the Lord | - Дата выхода: 15 августа 2024 года - Лейбл: Empire Music - Формат: Потоковое мультимедиа, цифровое скачавание         |